# Mbombela Stadion
Mbombela je stadion u Nelspruitu, gradu u Južnoafričkoj Republici. Stadion je izgrađen za potrebe Svjetskoga nogometnoga prvenstva 2010. Kapaciteta je 40.929 sjedećih mjesta.